# Pekan
Pekan is een stad en gemeente (majlis daerah; district council) in de Maleisische deelstaat Pahang.
Pekan telt 27.657 inwoners en is de hoofdplaats van het gelijknamige district.

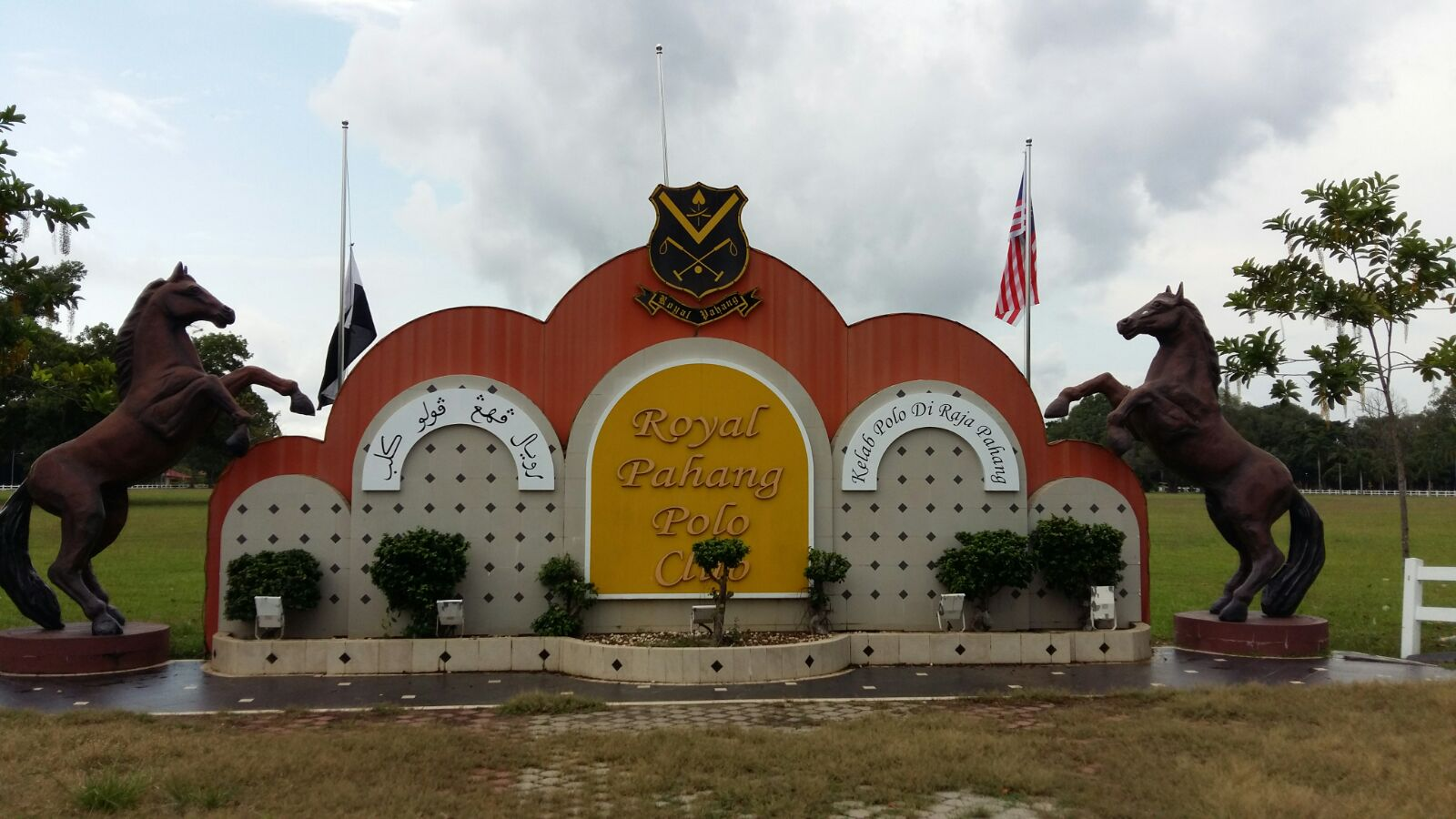
Royal Pahang Polo Club Monument